# گریگور ظهراب
گریگور ظُهراب (ارمنی: Գրիգոր Զոհրապ; انگلیسی: Krikor Zohrab زاده ۲۶ ژوئن ۱۸۶۱ - درگذشته ۲۰ ژوئیه ۱۹۱۵)، یک نویسندهٔ، سیاستمدار و وکیل تأثیرگذار ارمنی‌تبار ساکن امپراتوری عثمانی بود. در شروع نسل‌کشی ارمنی‌ها وی توسط دولت ترکیه دستگیر می‌شود 

## زندگی
ظهراب در روز ۲۶ ژوئنِ ۱۸۶۱ در یک خانواده ثروتمند در بشیکتاش، استانبول به دنیا آمد. تحصیلات ابتدایی وی در یک مدرسه کاتولیک ارمنی محلی به اتمام رسید. مدرک مهندسی عمران را از انستیتو گالاتاسرای دریافت نمود، ولی در این رشته فعالیت ننمود. در عوض، در یک مدرسه تازه تأسیس حقوق تحت عنوان «دانشگاه الهیات» (دانشکده حقوق دانشگاه استانبول کنونی) ثبت نام نمود، و در سال ۱۸۸۳ مدرک حقوق خویش را دریافت نمود. وی یک وکیل در دادگاه‌های امپراتوری عثمانی بود. … در سن ۲۷ سالگی با کلارا یازجیان ازدواج نمود. صاحب دو دختر و دو پسر شد. یکی از دخترانش دولورس ظهراب لیبمان در نهایت یک بشردوست آمریکایی شد.
در سال ۱۹۰۸ به دنبال انقلاب ترکان جوان، وی نماینده مجلس در شورای عثمانی شد.

## ترجمه به فارسی
آثار زیر از گریگور ظهراب به زبان فارسی ترجمه و منتشر شده‌اند.
- سهراب، گریگور. ۱۳۴۲. هفده داستان، ترجمهٔ آلبرت برناردی، تهران: بنیاد ادبی برادران طوماسیان.